# Гериберт (архиепископ Кёльна)
Святой Ге́риберт (нем. Heribert; около 970, Вормс — 16 марта 1021, Кёльн, Куррейнский округ) — архиепископ Кёльна с 999 года по 1021 год.

## Биография
На основании употребления общих имён и расположения владений предполагается, что семья Гериберта была связана с родом Конрадинов. Владения отца Гериберта, Гуго, находились преимущественно в окрестностях Вормса и Айнрихгау. Сводным братом Гериберта со стороны матери был епископ Вюрцбурга Генрих I. Другой брат — граф Гецеман Вернгау был отцом двух епископов Айхштетта — Герберта (1022—1042) и Гецемана (1042).
Начальное образование Гериберт получил в монастырской школе Вормса (в это же время здесь учился Бруно Каринтийский, будущий папа Григорий V). Гериберт продолжил обучение в аббатстве Гроце. После окончания школы стал старшим пастором собора в Вормсе.
Епископ Вормса и канцлер Германии Хильдебольд ввёл Гериберта в императорский двор. Император Оттон III в 994 году назначил Гериберта канцлером Италии. Впервые эта должность досталась немцу. В 995 году Гериберт был рукоположён в священники. В 998 году, после смерти Хильдебольда, Гериберт был назначен канцлером Германии. Таким образом впервые было объединено управление канцеляриями и Германии, и Италии. Гериберт стал одним из основных участников программы обновления Римской империи (лат. Renovatio imperii Romanorum).

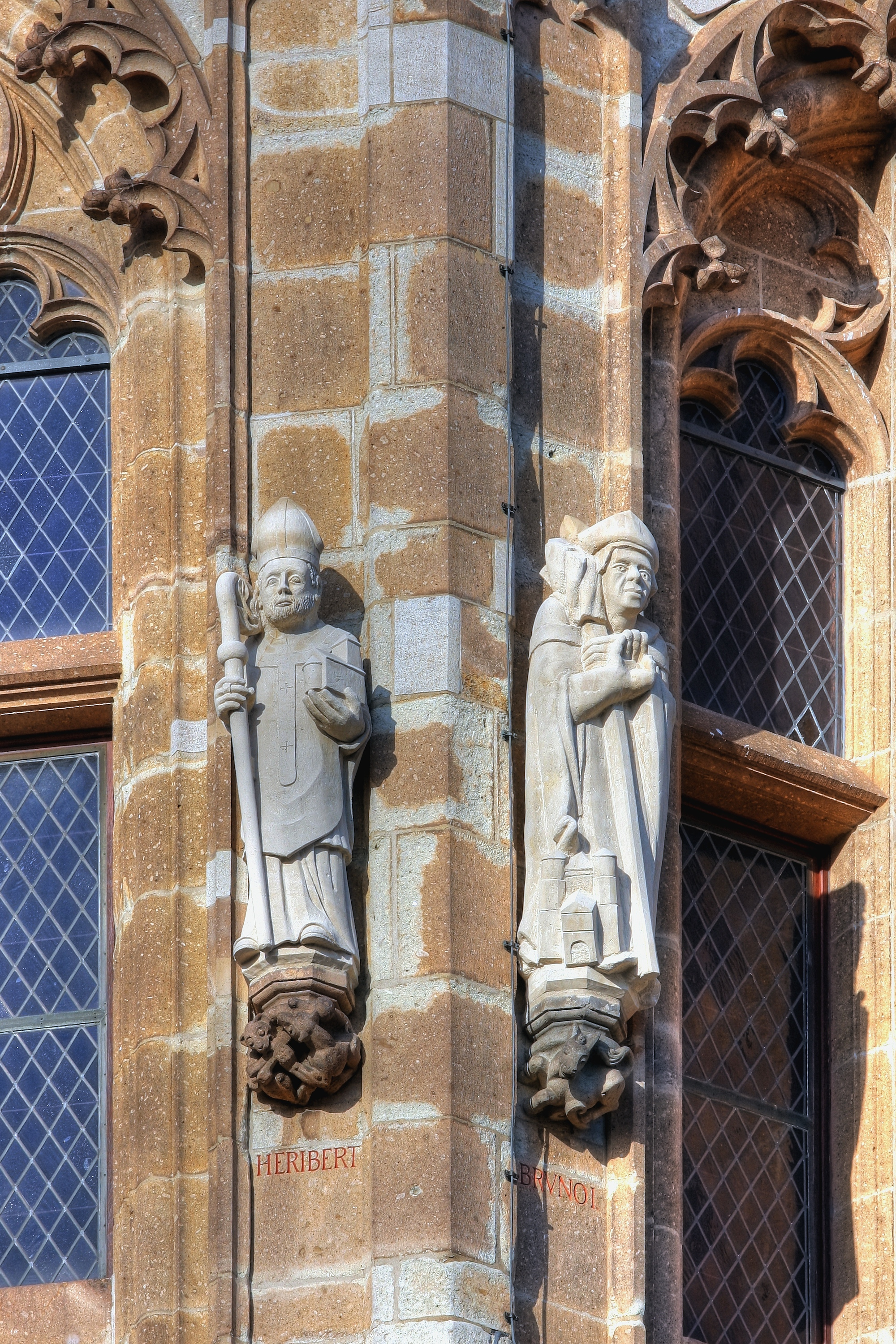
Скульптурное изображение Гериберта на ратуше Кёльна (справа — Бруно I)

В 999 году, находившийся на тот момент во втором итальянском походе императора, Гериберт был избран соборным капитулом главой Кёльнской архиепархии вместо скончавшегося Эвергера. Выбор был утвержден как императором, так и папой 9 июля 999 года. Будучи архиепископом Кёльна, Гериберт сохранил и оба поста в канцелярии империи. Рукоположён на Рождество 999 года в Кёльнском соборе, перед этим пришёл в Кёльн «смиренно и босиком». В 1000 году в присутствии нового архиепископа Кёльна в Аахене Оттон III вскрыл могилу Карла Великого, чтобы почтить его память.
Гериберт был при Оттоне III, когда тот умер в январе 1002 года в замке Патерно. Он возглавил траурный кортеж, перевозивший тело Оттона III в Аахен, где тот завещал похоронить себя. Знаки высшей императорской власти находились при Гериберте, лишь «священное копьё» он отправил пфальцграфу Эццо. Траурный кортеж задержал в своих владениях Генрих IV Баварский. Гериберт освободился из плена, оставив заложником своего брата, Генриха, епископа вюрцбургского, и пообещав вернуть «священное копьё». На выборах короля 1002 года Гериберт поддерживал кандидатуру Герцога Германа II Швабского из рода Конрадинов. Позднее Гериберт всегда был противником Генриха II и неоднократно поддерживал семью Конрадинов. Так в 1003 году на синоде в Диденхофене он пошёл против желания императора и препятствовал признанию недействительным по каноническому праву брака между Конрадом Каринтийским и Матильдой Швабской. Также Гериберт был против похода императора на Отто фон Хаммерштайна.
После избрания Генриха II Гериберт сложил канцлерские полномочия. Основал аббатство Дойтц (решение о создании этой обители было принято ещё Оттоном III). Отношения Гериберта и Генриха II друг к другу характеризовались современниками как прохладные, тем не менее, в 1004 году архиепископ кёльнский сопровождал императора в его первом итальянском походе. В 1007 году Гериберт содействовал основанию Генрихом епископства Бамберг.
Гериберт умер 16 марта 1021 года в Кёльне. Похоронен в аббатстве Дойтц.

## Почитание

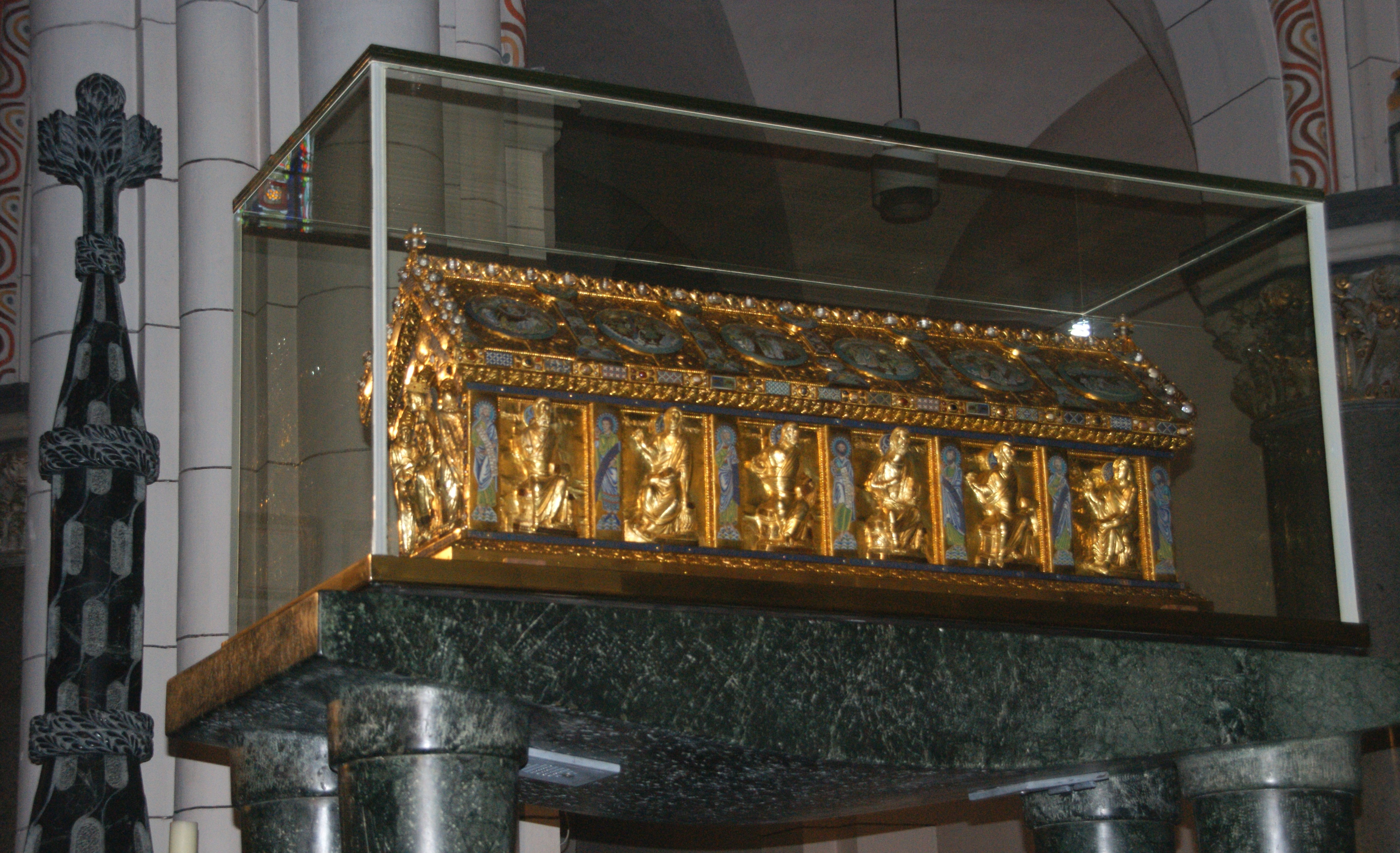
Останки Гериберта

Через некоторое время после смерти Гериберта его могила в аббатстве Дойтц сделалась объектом почитания, поначалу имевшего локальный характер, но уже между 1046 и 1060 годами нашедшее отражение в литературе. Автор агиографических произведений Vita sancti Heriberti и Miracula sancti Heriberti Лантбертс Дойтц (Lantberts Deutz) собрал обширную коллекцию сообщений о чудесах, совершённых Герибертом при жизни и случившихся после его смерти, а также создал литургические тексты и духовные песни, посвящённые кёльнскому архиепископу.
Формальная канонизация Гериберта папой римским никогда не была осуществлена. Недатированный документ о канонизации Гериберта папой «Грегориусом» — подложный и относится исследователями к середине XII века. Его появление связывается с активизацией почитания Гериберта в Дойтце в первых десятилетиях XII века, прежде всего при аббате Руперте фон Дойтце (1120—1129). Руперт написал также Vita sancti Heriberti, частично базируясь на произведении Лантбертса.